# Opposizione di destra
Opposizione di destra, o deviazione di destra (in russo правый уклон?, pravyj uklon), fu la denominazione data ad una tendenza politica attiva all'interno del Partito Comunista dell'Unione Sovietica alla fine degli anni venti.

## Storia
La corrente, guidata da Nikolaj Bucharin e composta, tra gli altri, da Aleksej Rykov e Michail Tomskij, si pose in contrasto con il segretario generale del partito Stalin all'indomani della liquidazione dell'Opposizione di sinistra, registratasi al XV Congresso del PCU(b) nel dicembre 1927. Bucharin sosteneva la necessità di dare priorità all'industria leggera e all'agricoltura a discapito dell'industria pesante, ritenuta invece da Stalin fondamentale per garantire all'URSS indipendenza sul piano internazionale e per conseguire la vittoria del socialismo all'interno del Paese. Il programma di Bucharin, inoltre, era contrario alla pressione nei confronti delle campagne e al rischio di una rottura con i contadini, insieme ai quali era secondo lui necessario costruire il socialismo in modo pacifico.
Lo scontro si fece aperto nel corso del 1928: se nella seduta di aprile del Comitato Centrale si cercò un compromesso fra le parti, ma già a giugno Stalin si poneva su posizioni nette, mentre il plenum del CC intervenne a novembre contro i deviazionisti; in conseguenza di ciò Tomskij venne rimosso dal ruolo di dirigente dei sindacati sovietici e la corrente perse il controllo dell'apparato cittadino moscovita del Partito. La diatriba proseguì nel corso del 1929 fino alla definitiva sconfitta dell'Opposizione di destra, i cui membri furono costretti ad una severa autocritica durante la seduta del Comitato centrale di novembre.
La corrente assunse in seguito la natura di organizzazione internazionale con il nome di Internazionale dell'Opposizione Comunista, a cui aderì tra gli altri il Partito Comunista d'Opposizione (KPO) in Germania.
I principali esponenti della corrente furono vittime delle Grandi purghe, in massima parte a seguito del processo al "blocco trotskista della destra" del 1938, durante il quale gli imputati vennero accusati di spionaggio e attività sovversiva finalizzata all'indebolimento dell'economia statale e al ripristino del capitalismo.